# Caccobius bawangensis
Caccobius bawangensis är en skalbaggsart som beskrevs av Teruo Ochi, Masahiro Kon och Kikuta 1997. Caccobius bawangensis ingår i släktet Caccobius och familjen bladhorningar. Inga underarter finns listade.